# Шеметова (деревня)
Шеметова — деревня в Качугском районе Иркутской области России. Входит в состав Белоусовского сельского поселения.

## География
Деревня находится в юго-восточной части Иркутской области, на левом берегу реки Куленга, примерно в 27 км (по прямой) к западу-северо-западу (WNW) от районного центра, посёлка Качуг, на высоте 516 метров над уровнем моря.

## Этимология
Населённый пункт получил своё название от фамилии основателя. По мнению иркутского журналиста и краеведа Геннадия Бутакова, фамилия Шеметов может иметь бурятские корни и происходить от бур. Шэбээ — ограда, плетень, также каменное городище; Шэбээтэй — [место, где] каменное городище. Многие казаки, крестьяне, промышленники и другие сибирские первопроходцы первоначально не имели фамилий. Позже в качестве фамилий брались прозвища, а также названия местностей, в которых селились эти люди. Человек, носящий фамилию Шеметов, мог поселиться на месте крепостного сооружения, стены.

## Население
| 2002 | 2010 | 2011 | 2012 |
| ---- | ---- | ---- | ---- |
| 232  | ↘159 | ↘158 | ↘153 |

Гендерный состав
По данным Всероссийской переписи населения 2010 года в гендерной структуре населения мужчины составляли 53,46 %, женщины — соответственно 46,54 %.

## Улицы
Уличная сеть деревни состоит из 4 улиц.